# Naturschutzgebiet Krakower Obersee
Koordinaten: 53° 36′ 19,9″ N, 12° 16′ 57,8″ O
Das Naturschutzgebiet Krakower Obersee ist ein altes  Naturschutzgebiet in Mecklenburg. Es ist der südliche Teil des Krakower Sees und umfasst die Inseln im See und das angrenzende Dobbiner Niedermoor.

## Bedeutung

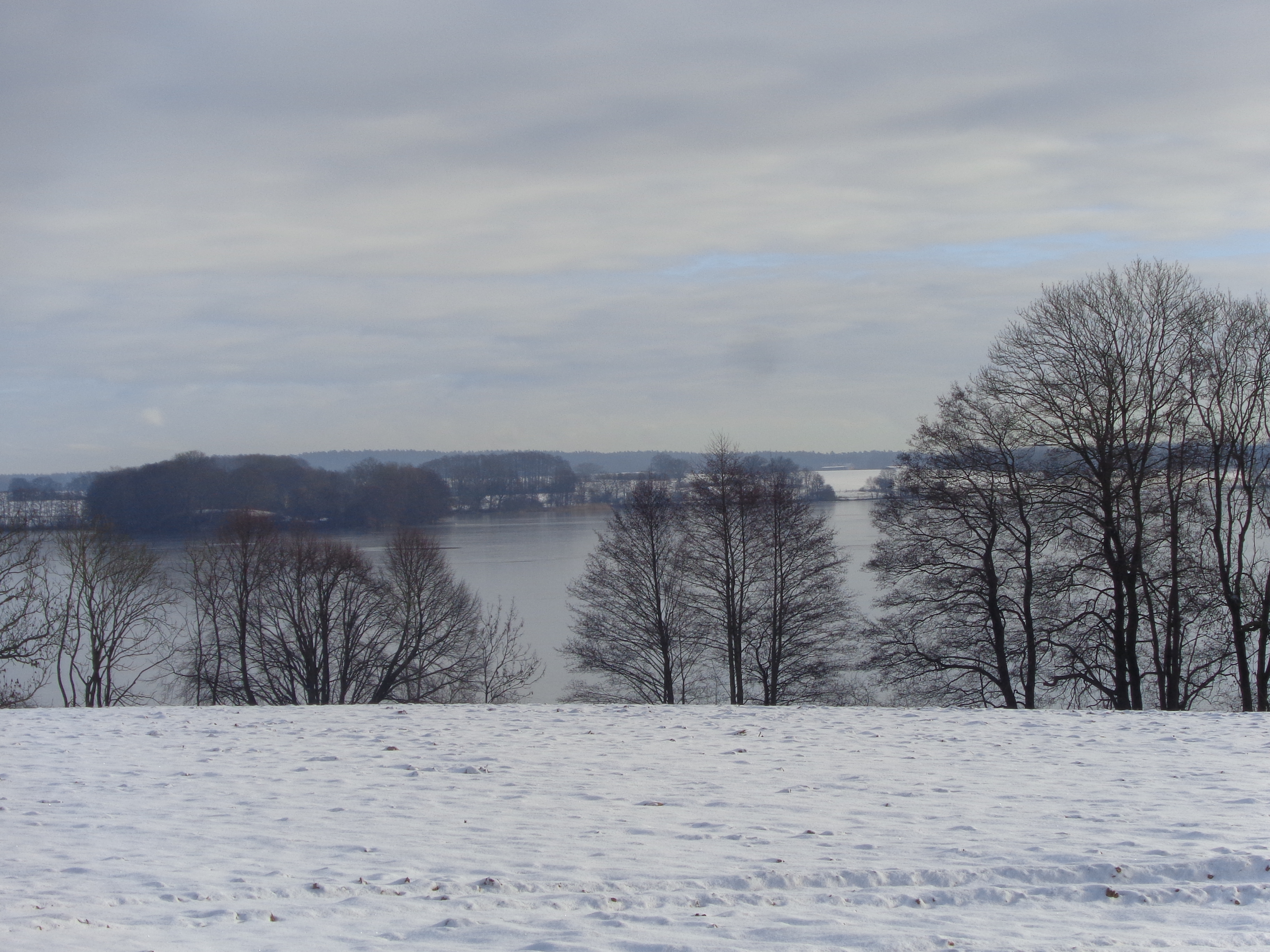
Krakower Obersee von Westen

Die Unterschutzstellung erfolgte am 8. August 1932, mit einer Erweiterung am 21. November 2000 umfasst es ein Gebiet von 1189 Hektar und hat zum Ziel, dauerhaft einen mäßig nährstoffreichen See mit den angrenzenden Wald-, Moor- und Wiesenflächen zu erhalten. Mit der Unterschutzstellung wird das Gebiet auch als Feuchtgebiet von internationaler Bedeutung gemäß der Ramsar-Konvention geschützt. Das Naturschutzgebiet liegt im Naturpark Nossentiner/Schwinzer Heide.
Trotz anhaltender Nährstoffeinträge aus benachbarten landwirtschaftlichen Flächen und Netzkäfighaltung einer Fischzuchtanlage wird der Gebietszustand als gut angesehen. Prädatoren beeinflussen den Bruterfolg zahlreicher Wiesenbrüter. Zwei Aussichtstürme bei Glave und am Nordufer geben einen guten Überblick über das Gebiet. Zwischen Wadehäng in Krakow und der Teichwirtschaft Dobbin kann es über einen Wanderpfad eingesehen werden. Der meso- bis eutrophe See wird von der Nebel durchflossen und gehört zum Einflussgebiet der Warnow. Die maximale Wassertiefe sind 28,3 Meter.
Das Naturschutzgebiet ist Bestandteil des FFH-Gebietes Nebeltal mit Zuflüssen, verbundenen Seen und angrenzenden Wäldern.

## Geschichte
Eine slawische Siedlung mit Burganlage fand sich auf einer Halbinsel am Ostufer des Sees, nördlich der Insel Lindwerder. Auf den Wiebekingschen Karten von 1786 ist eine Weidenutzung der südlichen Uferbereiche belegt; die Inseln sind mit Laubhölzern bestanden und vermutlich ebenfalls beweidet. Im Jahr 1884 wurden durch den Bau der Straße Krakow – Dobbin ein Damm aufgeschüttet, wodurch der Obersee vom Krakower Untersee getrennt wurde. Der Obersee wird seit Jahrhunderten mit Reusen und Zugnetzen befischt. Am Ostufer erfolgte bis 1990 Forellenmast in Netzkäfigen, was zu sehr starken Nährstoffeinträgen führte. Außerdem wurden zu DDR-Zeiten in großem Umfang Nährstoffe aus der Landwirtschaft eingetragen. Die Insel Großer Werder wurde mit Agrarflugzeugen von Möllen aus gedüngt. Seit 1981 ist der See für den Sportbootverkehr ganzjährig gesperrt.

## Pflanzen- und Tierwelt

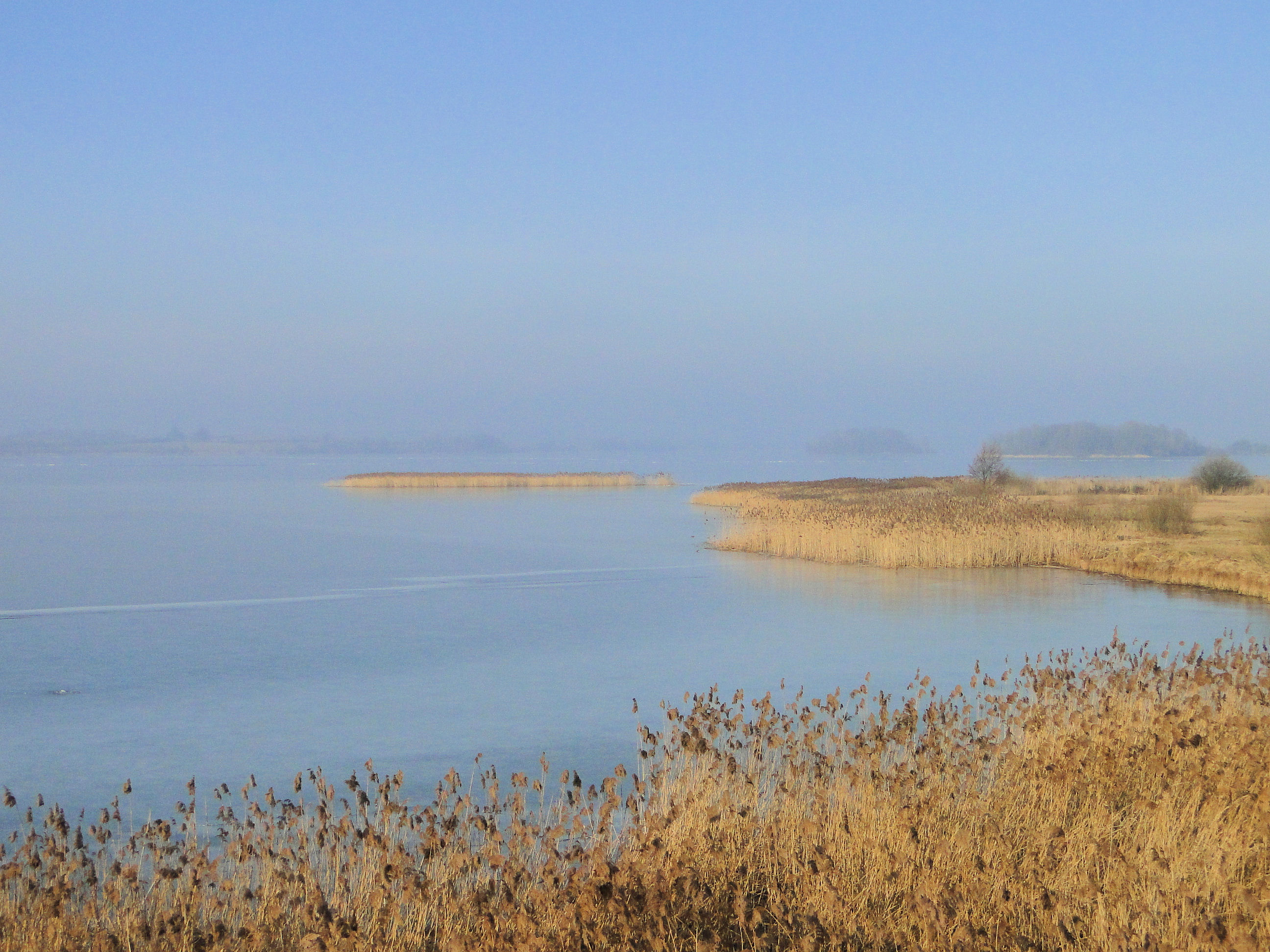
Krakower Obersee von Süden

Die erhöhte Luftfeuchtigkeit auf den Inseln führt zum Vorkommen naturnaher Hochwälder mit Bergahorn, Sommerlinde, Bergulme, Rotbuche und Stieleiche. Die Ufer werden von großräumigen Röhrichten gesäumt. Der Große Werder ist waldfrei und wird mit Rindern beweidet. Dort finden sich Kleinseggenrasen mit Breitblättrigem Knabenkraut. Auf den höheren Lagen mit trockener Magerweide siedeln Primeln, Knöllchen-Steinbrech und Knolliger Hahnenfuß. An beweideten Ufern des Sees finden sich Großseggenbestände.
Das umfangreiche Nahrungsangebot an Wasserpflanzen und Mollusken begünstigt Brut- und Rastvögel. Starke Populationen von Stock- und Schnatterente sind nachgewiesen. Kolonien bilden Lachmöwe und Fluss-Seeschwalbe sowie der Kormoran mit 525 Brutpaaren. Wiesenbrüter sind Rotschenkel, Bekassine und Kiebitz. Außerhalb der Brutzeit hat das Gebiet eine starke Bedeutung als Durchzugs- und Rastfläche. Jährlich werden bis zu 6000 Bläss- und Waldsaatgänse gezählt, weiterhin bis zu 3000 Reiherenten. Fisch- und Seeadler bejagen den See regelmäßig.